# Priapulida
Il phylum Priapulida (dal greco: Priapos, dio della fertilità) è costituito da 15 specie di animali bentonici marini, la cui lunghezza varia da pochi mm a circa una decina di cm. I priapulidi abitano i fondali fangosi di tutti i tipi di mari, da quelli polari a quelli tropicali, e si trovano nelle zone costiere fino a profondità di circa 500 m. Questi organismi si nutrono in genere di anellidi e altri piccoli invertebrati marini. Il nome deriva dalla loro somiglianza con il pene umano ma vengono anche chiamati comunemente vermi cactus.

## Anatomia e fisiologia
Il corpo dei priapulidi è costituito da un tronco spinoso rivestito da una cuticola chitinosa e caratterizzato da una successione di anelli superficiali, benché non ci sia segmentazione interna. Dalla parte superione del tronco si estende una proboscide bulbosa retraibile, detta prosoma, sulla cui sommità si trova la bocca. Alcune specie sono dotate anche di due appendici caudali che si dipartono dalla regione inferiore del tronco e si pensa abbiano una funzione sensitiva e respiratoria.
I priapulidi sono proctodeati con canale alimentare rettilineo.
La bocca reca delle spine necessarie per la cattura della preda. La faringe è dotata di pareti muscolose e denti che servono per la masticazione del cibo introdotto. L'ano è posto nella zona inferiore del tronco.
Il sistema nervoso è costituito da un anello nervoso periesofageo dal quale si sviluppa un cordone nervoso ventrale munito di gangli. Da questi aggregati di neuroni si dipartono varie fibre nervose che innervano l'intero organismo.
Gli scambi gassosi avvengono per diffusione attraverso il corpo e la circolazione delle sostanze nutritive avviene tramite il liquido pseudocelomatico. L'escrezione dei prodotti di rifiuto cellulari è affidata ad un apparato protonefridiale.

## Riproduzione e sviluppo
I priapulidi sono dioici a fecondazione esterna. Gli spermatozoi e le uova vengono rilasciate nel mare dove si fondono per formare lo zigote. Da questo si sviluppa una larva che si stabilisce nel fondale fangoso e metamorfosa nella forma adulta.
Lo sviluppo embrionale di questi organismi non è molto conosciuto e si hanno delle controversie riguardo alla natura della loro cavità interna. Alcuni autori li considerano degli pseudocelomati mentre secondo altri i priapulidi sono dotati di un vero celoma.

## Fossili
I primi fossili di priapulidi risalgono all'inizio del periodo Cambriano (circa 520 milioni di anni fa) e sono insolitamente numerosi nel famoso giacimento di Maotianshan, in Cina. Altri fossili, che testimoniano una maggiore diversificazione del gruppo, si rinvengono nel giacimento di Burgess Shale (Canada), posteriore di pochi milioni di anni. I priapulidi sono insolitamente numerosi nel Cambriano anche per quanto riguarda i generi conosciuti. Tra questi, sono da ricordare almeno Ottoia, Selkirkia, Ancalagon, Lecythioscopa e Louisella. Nei periodi successivi al Cambriano la documentazione dei priapulidi è pressoché inesistente e a tutt'oggi sono noti pochi generi viventi. La causa di questa drastica riduzione dei priapulidi non è nota.